# 余文正
余文正（英語：Yu Man Ching；1980年11月16日—），香港當代作曲家

## 生平
余氏自幼對音乐有濃厚的興趣，於2000年前往美國就讀貝勒大學（音樂文學士）鋼琴演奏專業。其後回流香港，開始研究作曲與音樂理論，並於2007年在香港浸會大學完成文學碩士（音樂）學位，及後於2010年完成哲學博士學位（作曲與理論）。此外，他於2017年獲得獎學金，在薩爾茨堡莫扎特音樂大學音樂營學習作曲並考獲文憑。余氏作為一位多產的作曲家，創作了近二百部作品從室內樂、合唱作品、室內歌劇到大型交響曲。不少本地及外地的音樂團體也曾演奏余氏的音樂作品。
余氏創作的管弦樂曲“Unravelling”（解開），於2022年全球音樂獎（Global Music Awards 2022）榮獲當代古典音樂（作曲）金獎。

## 主要作品

#### 管弦樂作品
- 從深處（2010年）
- 第一交響曲（2010年）
- 第二交響曲“世界”（2011年）
- 末世啟示（2009年）
- 解開（2022年）

#### 其他作品
- 弦樂器八重奏（2009年）

## 外部連結
- 余文正的Instagram帳戶
- 余文正的SoundCloud页面